# 다이아몬드 팔
다이아몬드 팔(The Diamond Arm, 러시아어: Бриллиантовая рука, Brilliantovaya Ruka)은에서 제작된 레오니드 가이다이 감독의 1968년 액션, 모험, 코미디, 범죄, 가족, 스릴러 영화이다. 유리 니쿨린 등이 주연으로 출연하였다.
이 영화는 러시아의 컬트 영화가 되었으며 수많은 러시아 동시대 사람들에게 가장 좋아하는 코미디 영화들 가운데 하나로 간주되고 있다.

## 출연

### 주연
- 유리 니쿨린
- 니나 그레베슈코바

### 조연
- 노나 모르디우코바
- 레오니드 카네브스키
- 이고르 야수로비치
- 알렉산드르 크빌리야
- 안드레이 미로노프
- 안드레이 파이트